# Райс, Марджори
Марджори Райс (в девичестве Юк; англ. Marjorie Ruth Rice (Jeuck); 16 февраля 1923, Сент-Питерсберг, Флорида — 2 июля 2017, Сан-Диего, Калифорния) — американская домохозяйка, математик-любитель, известна своими открытиями четырёх ранее неизвестных классов пятиугольных мозаик.

## Биография
Марджори Райс жила в Сан-Диего, была матерью пятерых детей. Её мужем был Гилберт Райс. Она являлась поклонником колонки американского популяризатора математики Мартина Гарднера «Математические игры», которая ежемесячно появлялась в 1957—1986 годах на страницах журнала «Scientific American». Райс всегда старалась забрать каждый новый выпуск на почте.
В 1975 году Райс прочитала июльскую колонку Гарднера «О тесселяции плоскости с помощью плиток выпуклых многоугольников», в которой обсуждалось, какие виды выпуклых многоугольников могут идеально сочетаться друг с другом без каких-либо перекрытий или зазоров для заполнения плоскости. В своей колонке Гарднер указал, что «задача найти все выпуклые многоугольники, которые замостили плоскость… не была завершена до 1967 года, когда Ричард Брэндон Кершнер… нашёл три пятиугольных плитки, которые были упущены всеми предшественниками, работавшими над этой проблемой». Гарднер повторял утверждение Кершнера о том, что список мозаичных плиток с выпуклыми пятиугольниками полон. Но через месяц Гарднер получил от одного из своих читателей, Ричарда Джеймса III, пример нового выпуклого пятиугольника и опубликовал эту новость в своей колонке за декабрь 1975 года. Вдохновлённая этим открытием, Райс решила попытаться найти другие виды пятиугольных заполнений. Несмотря на то, что у неё было только среднее образование, но большой интерес к искусству, она начала посвящать свободное время открытию новых способов замостить плоскость пятиугольниками. Она работала над этим и в праздничный сезон 1975 года, «рисуя схемы на кухонном столе, когда никого не было рядом, и пряча их, когда муж и дети возвращались домой или когда заходили друзья». Впоследствии Марджори Райс разработала свою систему обозначений для представления ограничений и взаимосвязей между сторонами и углами пятиугольников.
В феврале 1976 года она открыла новый тип пятиугольника и его вариации по форме, начертила несколько мозаик с его использованием, и отправила свои открытия Гарднеру по почте. Последний, в свою очередь, отправил её работу Дорис Шаттшнайдер, эксперту по мозаичным узорам, которая сначала отнеслась скептически, заявив, что своеобразная система обозначений Райс кажется странной, как «иероглифы». Шаттшнайдер после тщательного изучения смогла подтвердить результаты Райс.
К октябрю 1976 года Райс обнаружила 58 пятиугольных мозаик, которым нужно было склеить два пятиугольника для «транзитивной» мозаики (большинство из которых ранее были неизвестны), которые она разбила на 12 классов. Уже в декабре 1976 года она обнаружила два новых типа пятиугольной мозаики и более 75 различных мозаик пятиугольников, которые были в блоках, и их можно было рассматривать как «двойные шестиугольники». Затем в декабре 1977 года она сделала своё четвёртое открытие нового типа пятиугольной мозаики, и к тому времени насчитала 103 «2-блочных транзитивных» пятиугольных мозаики. В следующем десятилетии она обнаружила ещё несколько пятиугольных мозаик и исследовала апериодические мозаики.
Райс проявляла большой интерес к искусству и до замужества прошла половину заочного курса коммерческого искусства. На протяжении своих исследований она изучала как использовать пятиугольные мозаики в качестве сеток, на которые можно накладывать мозаику из цветов, ракушек, бабочек и пчёл. Гарднер никогда не публиковал её исследования в «Scientific American», однако добавил их к исходной колонке, включённой в его сборник колонок 1988 года, где отметил, что её открытия являются «фантастическими достижениями».
Марджори Райс скончалась в 2017 году в Сан-Диего.

## Четыре класса пятиугольных мозаик, открытые Марджори Райс
| Тип 9                                | Тип 11                                             | Тип 12                                             | Тип 13                                 |
| ------------------------------------ | -------------------------------------------------- | -------------------------------------------------- | -------------------------------------- |
|                                      |                                                    |                                                    |                                        |
| b = c = d = e 2A + C = D + 2E = 360° | 2a + c = d = e A = 90°, 2B + C = 360° C + E = 180° | 2a = d = c + e A = 90°, 2B + C = 360° C + E = 180° | d = 2a = 2e B = E = 90°, 2A + D = 360° |

## Признание
Дорис Шаттшнайдер, которая помогла Мартину Гарднеру популяризировать открытия Райс пятиугольных мозаиках, назвала её работу «захватывающим открытием математика-любителя». В 1995 году на региональном собрании Математической ассоциации Америки, состоявшемся в Лос-Анджелесе, Шаттшнайдер убедила Райс и её мужа посетить её лекцию о работе Райс. Прежде чем завершить своё выступление, Шаттшнайдер представила математика-любителя, который продвинулся в изучении тесселяции и «все в комнате… аплодировали ей стоя».

## Наследие
В 1999 году одна из плиток, обнаруженных Райс, была изготовлена в виде глазурованной керамической плитки и установлена в фойе штаб-квартиры Математической ассоциации Америки в Вашингтоне (федеральный округ Колумбия). Документы и материалы Райс, подтверждающие её математические открытия, находится в библиотеке Университета Калгари (Альберта, Канада) в коллекции рекреационной математики Эжена Стренса.